# Геометрична оптика
Геометри́чна о́птика — розділ оптики, в якому вивчаються закони поширення світлових променів.
Світловий промінь - це лінія вздовж якої поширюється світло.
Геометрична оптика розглядає світло, абстрагуючись від його хвильової природи, тобто у тому випадку, коли довжина хвилі мала в порівнянні з тими тілами, що впливають на хід променів. В геометричній оптиці не розглядаються такі притаманні світлу явища, як дифракція й інтерференція.
Предмети, які впливають на розповсюдження променів — це прозорі й непрозорі поверхні, дзеркала й лінзи.
Особливий розділ геометричної оптики складає параксіальна оптика, в якій розглядаються
світлові промені, які проходять близько до осі циліндричносиметричної системи, наприклад, лінзи.
Геометрична оптика є науковою основою для побудови різноманітних оптичних приладів: окулярів, об'єктивів, мікроскопів, телескопів.
Важливим оптичним приладом є кришталик людського ока.

## Закон прямолінійного поширення світла
в однорідному середовщі світло поширюється прямолінійно. Доказом цього є утворення тіней та півтіней.

## Закон незалежності поширення світлових пучків
якщо в просторі зустрічаються два або більше світлових пучків, які поширюються в різних напрямках, то вони не впливають один на одного. Сумарна дія цих пучків в точці їх накладання дорівнює сумі дій кожного пучка зокрема

## Закон відбивання світла
падаючий промінь, відбитий промінь та перпендикуляр до поверхні поділу в точку падіння лежать в одній площині.

Закон відбивання світла

При цьому {\displaystyle \angle \alpha =\angle \beta }, де α — це кут падіння, Β — це кут відбивання.

## Законзаломлення світла
падаючий промінь, заломлений промінь та перпендикуляр до поверхні поділу в точку падіння лежать в одній площині.

Закон заломлення світла

При цьому {\displaystyle {\frac {\sin \alpha }{\sin \beta }}={\frac {n_{2}}{n_{1}}}} , де α — це кут падіння, Β — це кут заломлення, {\displaystyle n_{1}}-показник заломлення першого середовища, {\displaystyle n_{2}}-показник заломлення другого середовища.